# Stofwisselingsziekte
Stofwisselingsziekten of metabole ziekten bij de mens zijn aangeboren, vaak recessief erfelijke aandoeningen. Bij de meeste stofwisselingsziekten ontbreekt in de lichaamscellen van de patiënt een specifiek enzym, of is dit niet voldoende aanwezig. In sommige gevallen betreft het een defect in een transport- of structuureiwit. Het defecte, of onvoldoende aanwezige enzym (of eiwit) is het gevolg van de mutatie van één enkel gen op het DNA, dat codeert voor de aanmaak van het betreffende enzym (of eiwit). De functie van het aangetaste enzym of eiwit binnen de biochemie van de cel bepaalt de aard en ernst van de klachten. Enzymen zijn essentieel voor vrijwel alle celprocessen, waaronder energieproductie, eiwitsynthese en de verwerking van van de stofwisseling afkomstige afvalstoffen.
De term stofwisselingsziekte kan verwarring oproepen, bijvoorbeeld met aandoeningen zoals diabetes of het metabool syndroom. De Engelse term Inborn Errors of Metabolism (IEM) is specifieker. In het Nederlands wordt vaak het voorvoegsel "erfelijke" gebruikt. Het synoniem "metabole ziekte" is een anglicisme dat vooral in academische kringen voorkomt.
Bijna alle stofwisselingsziekten worden veroorzaakt door één specifiek, defect gen, ze zijn monogenetisch van aard. Deze ziekten staan vermeld in OMIM, de online database voor erfelijke aandoeningen. Het gaat hierbij om stoornissen in de eiwitstofwisseling, koolhydraatstofwisseling en de vetstofwisseling, in diverse celorganellen.
Van de meer dan 6000 erfelijke aandoeningen zijn er 1875 beschreven als stofwisselingsziekten. In Nederland worden circa 400 van deze ziekten gediagnosticeerd op basis van klinische symptomen. Hoewel elke aandoening afzonderlijk zeldzaam is, komt het totaal van alle varianten relatief vaak voor. Ongeveer 0,5% van alle levendgeborenen in Nederland heeft een stofwisselingsziekte, wat neerkomt op circa 600 nieuwe patiënten per jaar.
Er zijn ook ziektebeelden waarbij een stofwisselingsziekte wordt vermoed, maar het betrokken enzym of gen nog niet is geïdentificeerd. Hierdoor kan de diagnose niet met zekerheid worden gesteld.
Voor relatief weinig stofwisselingsziekten is een effectieve behandeling beschikbaar. Bij symptomatische behandeling blijft restziekte aanwezig, omdat de oorzaak meestal niet kan worden weggenomen. Behandelingen variëren van diëten en suppletie van vitaminen, mineralen of sporenelementen tot orgaantransplantatie of medicijnen die een tekort aanvullen, of de aanmaak van schadelijke stoffen remmen. Voor sommige stofwisselingsziekten wordt gewerkt aan gentherapie, waarbij het defecte gen wordt hersteld.
Niet-behandelbare stofwisselingsziekten leiden vaak tot vroegtijdig overlijden.

## Vertering
Voeding, zoals brood, melk, vlees, groenten en aardappelen, bevat  voedingsstoffen als eiwitten, vetten, koolhydraten, water en vitaminen. In het maag-darmkanaal worden deze voedingsstoffen afgebroken en vervolgens opgenomen in het bloed, dat de voedingsstoffen naar de cellen in de verschillende weefsels (organen) transporteert. In de weefselcellen vindt de verwerking van de voedingsstoffen, de stofwisseling plaats. Gebreksziekten, veroorzaakt door een gebrekkige opname van voedingsstoffen tijdens de spijsvertering, vertonen soms vergelijkbare symptomen met erfelijke stofwisselingsziekten, maar vallen daar niet onder. Wel kunnen omgekeerd bepaalde stofwisselingsziekten problemen veroorzaken in de organen die betrokken zijn bij de vertering en opname van voedingsstoffen.

## Stofwisseling
Stofwisseling of 'metabolisme', van het Griekse metabolè,  'verandering', is de verwerking in de verschillende weefselcellen van de - uit de spijsvertering afkomstige - voedingsstoffen. Voorbeelden zijn de eiwitsynthese uit aminozuren, de 'verbranding' van  glucose in de celademhaling, en vetzuren die worden opgeslagen als reserve. De lever speelt een cruciale rol in de eerste fase van dit proces: via de leverpoortader binnenkomende voedingsstoffen worden in de lever omgezet in bruikbare stoffen voor alle lichaamscellen.
De term stofwisseling verwijst naar het volledige biochemische proces van het omzetten en verwerken van stoffen. Dit omvat de opbouw en afbraak in weefsels zoals spieren, botten en organen, het vrijmaken van energie en het verwerken van afvalstoffen.

## Verteringsstoornis versus stofwisselingsstoornis
Voor de vertering van ingenomen voedsel zijn in het maag-darmkanaal enzymen aanwezig, die worden geproduceerd door onder andere de speekselklieren en de alvleesklier. Bij een tekort aan een van deze enzymen kan een verteringsstoornis ontstaan. Daarbij worden voedingsstoffen niet goed  afgebroken, waardoor ze niet door de darmwand kunnen worden opgenomen, en het lichaam ongebruikt verlaten via de ontlasting.
De stofwisseling vindt plaats binnen de lichaamscellen, waar enzymen en andere stoffen door de cellen zelf worden geproduceerd. Wanneer een enzym met een specifieke functie geheel of gedeeltelijk ontbreekt, ontstaat er een stofwisselingsstoornis. De door de cel opgenomen stoffen kunnen niet verder worden verwerkt, omdat het benodigde enzym voor de biochemische reactie ontbreekt.

## Categorieën van stofwisselingsziekten
Sinds de opkomst van de moleculaire biologie is de oorzaak van veel stofwisselingsziekten opgehelderd. In de jaren vijftig werd voor de stofwisselingsziekte PKU, die daarvoor bij jonge baby's vaak leidde tot verstandelijke beperkingen, een behandeling voorgesteld die het stofwisselingsdefect omzeilde. Dit was mogelijk dankzij een beter begrip van de stofwisselingsprocessen bij mensen en geavanceerdere diagnostische methoden voor specifieke stofwisselingsziekten. De Nederlandse hoogleraar Prof. dr. J. Fernandes coördineerde in 1978 de publicatie van het eerste Nederlandstalige boek over erfelijke stofwisselingsziekten, waarin de ziekten gerangschikt werden naar biochemische categorieën. Sindsdien is het aantal categorieën sterk uitgebreid, en sommige ziekten kunnen onder meerdere categorieën worden gerangschikt. Hieronder volgt een overzicht van de belangrijkste groepen stofwisselingsziekten met enkele prominente voorbeelden:
- Koolhydraatstofwisselings-ziekten
  - Glycogeenstapelingsziekten
    - Glycogeenstapelingsziekte type I
    - Glycogeenstapelingsziekte type II (ziekte van Pompe)
    - Glycogeenstapelingsziekte type III

  - Galactosemie
- Aminoacidopathieën
  - Fenylketonurie (PKU)
  - Cystinurie
  - Tyrosinemie type 1 en 2
  - Glutaaracidurie type 1
- Organische zuurziekten
  - Gecombineerde malon- en methylmalonacidurie (CMAMMA)
- Ureumcyclusdefecten
  - Ornithine Transcarbamylase deficiëntie (OTC)
- Lysosomale stapelingsziekten
  - Mucopolysacharidosen
    - Ziekte van Sanfilippo (MPS 3)

  - Glycogeenstapelingsziekte type II (ziekte van Pompe)
  - Ziekte van Fabry
  - Ziekte van Gaucher
- Vetzuuroxidatiestoornissen
  - Medium Chain Acyl-CoA Dehydrogenase Deficiëntie (MCAD)
- Mitochondriële ziekten
- Peroxisomale ziekten
- Purine- en pyrimidineziekten
  - Hypoxanthine fosforibosyltransferase Deficiëntie (HGPRT), Lesch-Nyhan-syndroom
- Metalen
  - Ziekte van Wilson
  - Ziekte van Menkes
  - Hemochromatose
- Glycosyleringsdefecten (CDG-syndromen)
- Vitamine-responsieve aandoeningen en aangeboren vitaminetekorten
  - Cobalamine-deficiëntie

## Oorzaak en symptomen
Stofwisselingsziekten worden vrijwel altijd veroorzaakt door een ontbrekend of niet functionerend enzym of eiwit. De symptomen worden bepaald door de specifieke rol die dit enzym normaal gesproken vervult in de biochemische processen van de cel. Vaak zijn meerdere organen of weefsels betrokken bij het ziekteproces. De meeste stofwisselingsziekten openbaren zich al op jonge leeftijd. Door de diversiteit aan ziekten is er ook een breed scala aan symptomen.
Onbehandeld hebben bijna alle stofwisselingsziekten een grote impact op het lichamelijk of verstandelijk functioneren. Over het algemeen zijn er drie belangrijke oorzaak-gevolgmechanismen te onderscheiden:
- Het ontbrekende enzym is betrokken bij de productie van een essentieel eindproduct.
  - Gevolg: Het eindproduct wordt niet gevormd, waardoor de cellen of weefsels die dit nodig hebben niet goed functioneren.
  - Dit kan worden weergegeven als:
    - A-----enzymAB-------B-----enzymBC-------C------------? -------------------
    - Geen eindproduct (bijvoorbeeld energie).

- Het ontbrekende enzym speelt een rol in de afbraak of het hergebruik van stoffen.
  - Gevolg: Tussenproducten hopen zich op in de cel, wat leidt tot disfunctie van cellen en weefsels door ruimtegebrek.
  - Dit kan worden weergegeven als:
    - A-----enzymAB-------B-----enzymBC-------C-----<XX>-----------CCCCCCCCCCCCCCCCCCCCCCCCCCCCCCCCCCCCC
    - Bijvoorbeeld bij lysosomale stapelingsziekten.

- Het ontbrekende enzym verhindert de normale omzetting, waardoor een alternatieve route wordt gebruikt die giftige metabolieten vormt.
  - Gevolg: Naast het ontbreken van het eindproduct ontstaan toxische bijproducten die schadelijk zijn voor cellen en organen.
  - Dit kan worden weergegeven als:
    - A-----enzymAB-------B-----enzymBC-------C-----? ---------------------->>(omweg)<<------------------

  - Geen eindproduct + ØØØØØØØØØ (giftige stof), bijvoorbeeld bij PKU.

Veel voorkomende algemene symptomen van stofwisselingsziekten zijn Bij jonge kinderen:
- Groeiachterstand ("failure to thrive")
- Ontwikkelingsachterstand
- Hypotonie (lage spierspanning)
- Hyperventilatie (versnelde ademhaling)
- Epilepsie of overstrekken
- Geelzucht (leveraandoening)
- Afwijkende gelaatskenmerken

Op oudere leeftijd worden vaak de volgende symptomen gezien:
- Hypoglykemie (lage bloedsuikerspiegel)
- Sufheid of lethargie
- Vergrote lever of milt
- Ontwikkelingsachterstand
- Psychiatrische problemen
- Coma
- Bewegingsstoornissen (dystonie, spasmen, kataplexie)
- Afwijkend gedrag
- Overgeven
- Diarree
- Spierzwakte
- Skelet- en kraakbeenafwijkingen
- Slechtziendheid
- Slechthorendheid
- Bloedafwijkingen (anemie, stollingsstoornissen, trombocytopenie)
- Achteruitgang in mentale of fysieke ontwikkeling ("knik" in ontwikkeling)

## Diagnose
De diagnose van een stofwisselingsziekte vereist doorgaans een nauwe samenwerking tussen een klinisch specialist, meestal een kinderarts gespecialiseerd in stofwisselingsziekten, en een metabool laboratorium. In Nederland zijn deze specialisten en laboratoria te vinden in zes universitaire medische centra. De meeste stofwisselingsziekten zijn zeer zeldzaam. De meest voorkomende ziekten, zoals MCAD en PKU, hebben een incidentie van respectievelijk 1 op 12.000 en 1 op 18.000 geboorten. Minder vaak voorkomende aandoeningen, zoals MPS 3 (alle typen samen), komen voor bij ongeveer 1 op 40.000 geboorten, terwijl sommige uiterst zeldzame ziekten slechts een incidentie hebben van 1 op 2.000.000.
De aanvangssymptomen van veel stofwisselingsziekten zijn vaak aspecifiek, waardoor in eerste instantie vaak wordt gezocht naar meer voorkomende oorzaken. Het is daarom onrealistisch om van huisartsen, algemene kinderartsen en andere generalisten een directe en accurate diagnose te verwachten. Hun rol is echter van cruciaal belang omdat zij verantwoordelijk zijn voor tijdige doorverwijzing wanneer geen veelvoorkomende oorzaak kan worden gevonden voor aanhoudende symptomen.
De diagnostiek van stofwisselingsziekten omvat verschillende onderdelen:
- **Metabolietonderzoek**: Dit onderzoek analyseert bloed, urine of ruggenmergvloeistof op kwantitatieve afwijkingen in biochemische producten. Afwijkende waarden van specifieke metabolieten, in combinatie met klinische symptomen, geven richting aan verdere diagnostiek.
- **Enzymdiagnostiek**: Deze kwalitatieve methode wordt toegepast zodra een specifieke groep ziekten is geïdentificeerd. Met behulp van assays die reageren op een specifiek enzym en gekweekte cellen, wordt de aanwezigheid of afwezigheid van het enzym vastgesteld door de enzymatische activiteit te meten. Afhankelijk van de ziekte worden de gekweekte cellen verkregen uit bloed, huid (fibroblasten), lever of spierweefsel.
- **DNA-diagnostiek**: In toenemende mate wordt het DNA rechtstreeks onderzocht om de genetische oorzaak van de stofwisselingsziekte te vinden. Aanvankelijk werd DNA-onderzoek gebruikt om een diagnose, gesteld via andere methoden, te bevestigen. Tegenwoordig wordt steeds vaker direct naar genetische afwijkingen gezocht. Hierbij wordt vaak samengewerkt met gespecialiseerde centra voor bepaalde aandoeningen.

In Nederland zijn (basis)diagnostische laboratoria voor stofwisselingsziekten gevestigd in zes academische ziekenhuizen. 
Sinds 2018 werken artsen en onderzoekers in de Nederlandse universitaire centra samen onder de naam UMD (United for Metabolic Diseases) om de zorg en het onderzoek naar stofwisselingsziekten te verbeteren. Daarnaast is er een wetenschappelijke studieclub, de ESN, waarbij vrijwel alle in Nederland werkzame onderzoekers en artsen op het gebied van stofwisselingsziekten zijn aangesloten.
Via de hielprik worden bijna alle pasgeborenen in Nederland gescreend op 19 specifieke stofwisselingsziekten, een schildklieraandoening, een bijnieraandoening, hemoglobinopathieën, taaislijmziekte (CF) en spinale musculaire atrofie (SMA). Deze neonatale screening zal in de nabije toekomst worden uitgebreid met meer stofwisselingsziekten. Op deze manier kan een diagnose worden gesteld voordat ziekteverschijnselen optreden. Voor de aandoeningen die via de hielprik worden opgespoord, is een behandeling beschikbaar, waardoor vroege diagnose een gunstig effect heeft op de gezondheid van het kind.